# Падурецу (Валча)
Падурецу (рум. Pădurețu) насеље је у Румунији у округу Валча у општини Бабени. Oпштина се налази на надморској висини од 320 m.

## Становништво
Према подацима из 2002. године у насељу је живело 244 становника, од којих су сви румунске националности.